# Рауниеши
Ра́униеши (латыш. Raunieši) — населённый пункт в Ливанском крае Латвии. Находится на левом берегу реки Фейманка (приток Дубны). Входит в состав Сутрской волости. Расстояние до города Прейли составляет около 19 км. По данным на 2018 год, в населённом пункте проживало 29 человек.

## История
В советское время населённый пункт был центром Рауниешского сельсовета Прейльского района. В селе располагалась центральная усадьба колхоза «Накотне».